# Steindorf (Gemeinde Weitensfeld im Gurktal)
Steindorf ist eine Ortschaft in der Gemeinde Weitensfeld im Gurktal im Bezirk St. Veit an der Glan in Kärnten. Die Ortschaft hat 10 Einwohner (Stand 1. Jänner 2024). 

## Lage
Steindorf liegt im Nordwesten der Gemeinde Weitensfeld, auf dem Gebiet der Katastralgemeinde Altenmarkt, linksseitig hoch über dem Zauchwinkelgraben. Zur Ortschaft gehören die über dem Ursprung des Steindorferbachs eng beieinander liegenden Höfe Untere Steindorfer Hube (früher Trattnig; Nr. 1) und Wurzer (Nr. 3) und, etwa einen dreiviertel Kilometer südlich davon, die Laßnighube (Nr. 5) und die heute als Ferienunterkunft vermietete Pettacherhütte. Außerdem zählen einige neuere Häuser zur Ortschaft: Nummer 7 auf halber Höhe am Steindorferbach, und – etwa einen halben Kilometer nordwestlich der Steindorfer Hube – die Nummern 6 und 8.

## Geschichte

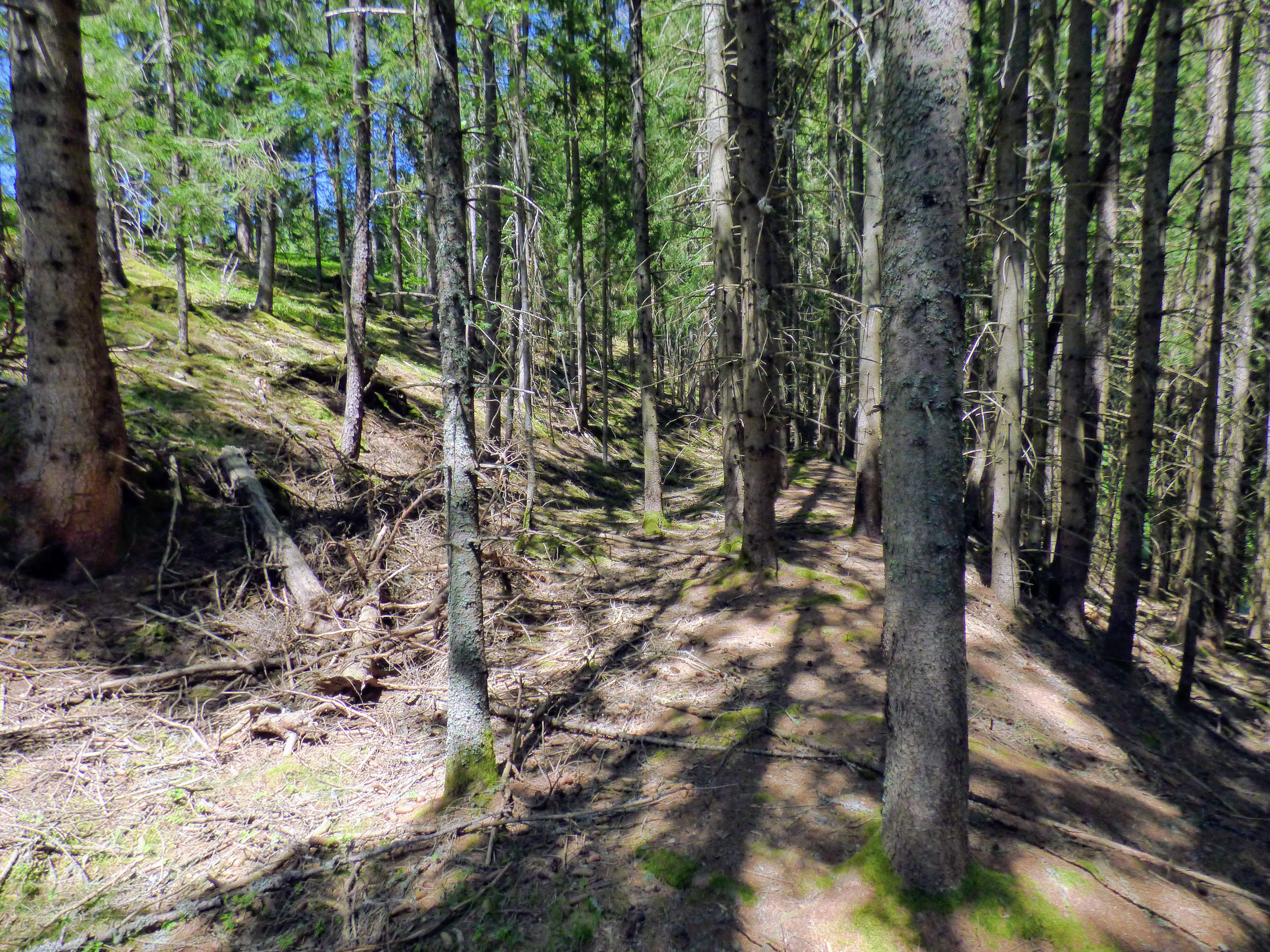
Öfen bei Steindorf

1326 wird der Burgstall Zagratz genannt. Das nahegelegene Steindorf wird zunächst Wurz (vom slowenischen dvorec = Dörflein) genannt. 
Bei Gründung der Ortsgemeinden Mitte des 19. Jahrhunderts kam Steindorf an die Gemeinde Weitensfeld. 
Bei der Kärntner Gemeindestrukturreform von 1973 kam Steindorf an die damals neu errichtete Gemeinde Weitensfeld-Flattnitz, bei deren Auflösung 1991 wieder zur Gemeinde Weitensfeld im Gurktal.
1995 wurde der Burgstall, der aufgrund seiner Lage auf Felsen auch Öfen bei Steindorf genannt wird, archäologisch untersucht. Doch waren die dort früher vorhandenen Mauerreste schon in den 1930er-Jahren abgebrochen worden, um Steine für den Bau eines Stadls zu gewinnen.

## Bevölkerungsentwicklung
Für die Ortschaft ermittelte man folgende Einwohnerzahlen:
- 1869: 4 Häuser, 38 Einwohner[3]
- 1880: 4 Häuser, 39 Einwohner[4]
- 1890: 7 Häuser, 38 Einwohner[5]
- 1900: 4 Häuser, 42 Einwohner[6]
- 1910: 4 Häuser, 36 Einwohner[7]
- 1923: 4 Häuser, 38 Einwohner[8]
- 1934: 32 Einwohner[9]
- 1961: 5 Häuser, 29 Einwohner[10]
- 2001: 5 Gebäude (davon 3 mit Hauptwohnsitz) mit 6 Wohnungen; 14 Einwohner und 5 Nebenwohnsitzfälle; 4 Haushalte; 1 Arbeitsstätte, 2 land- und forstwirtschaftliche Betriebe[11]
- 2011: 5 Gebäude, 12 Einwohner, 4 Haushalte, 0 Arbeitsstätten[12]
- 2021: 5 Gebäude, 9 Einwohner, 3 Haushalte, 0 Arbeitsstätten[13]

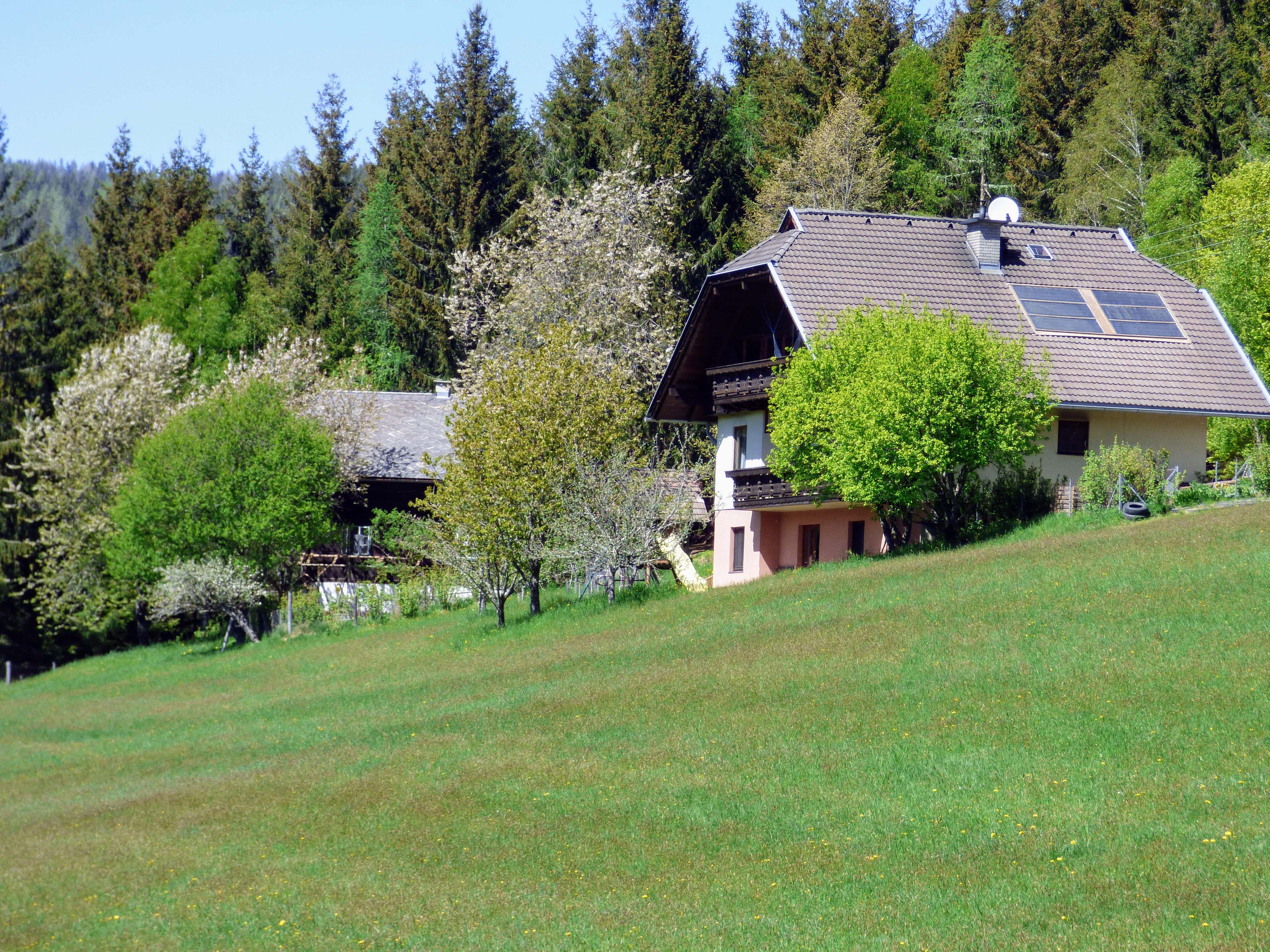
Steindorf Nr. 8 und Nr. 6
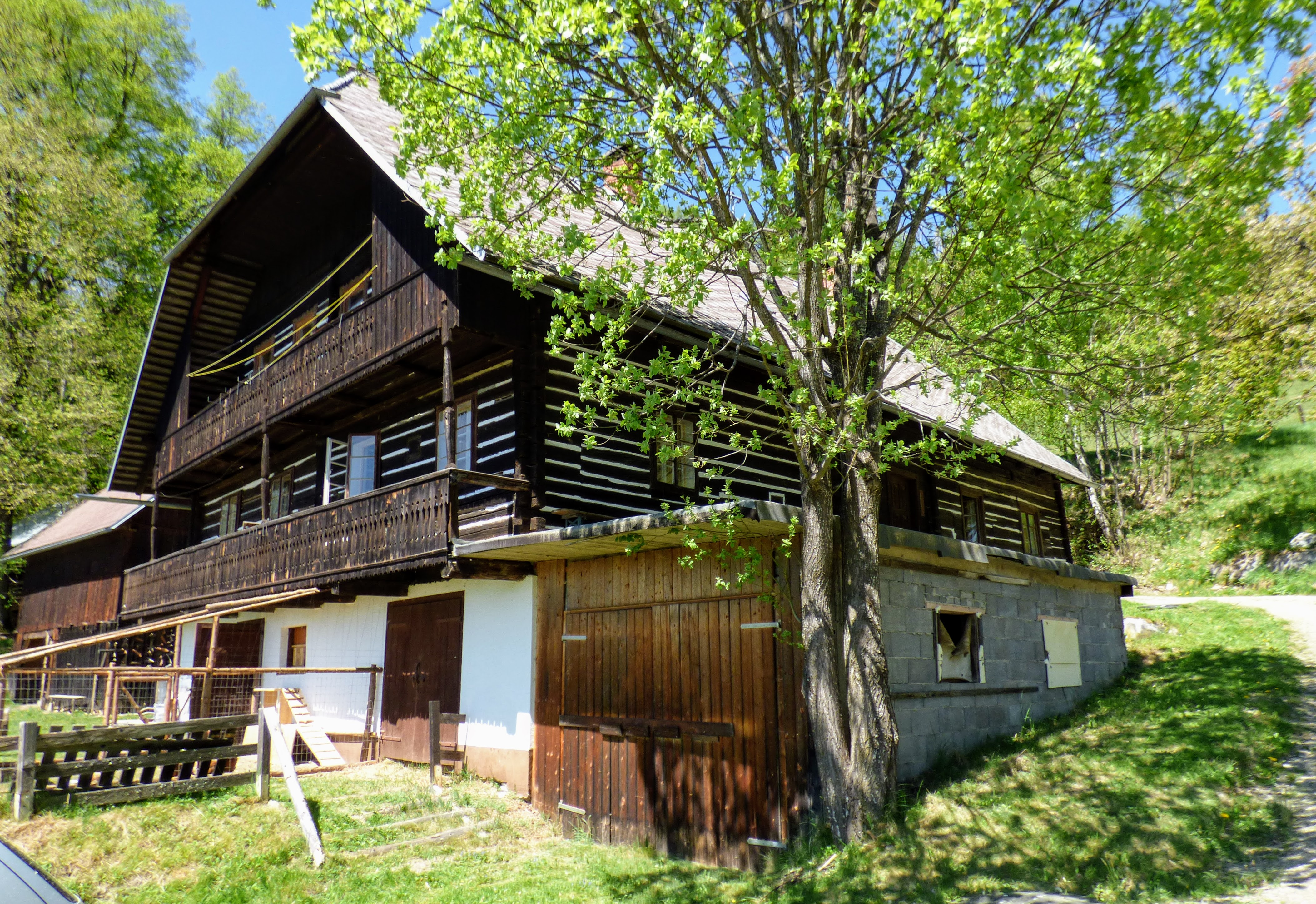
Steindorf Nr. 3
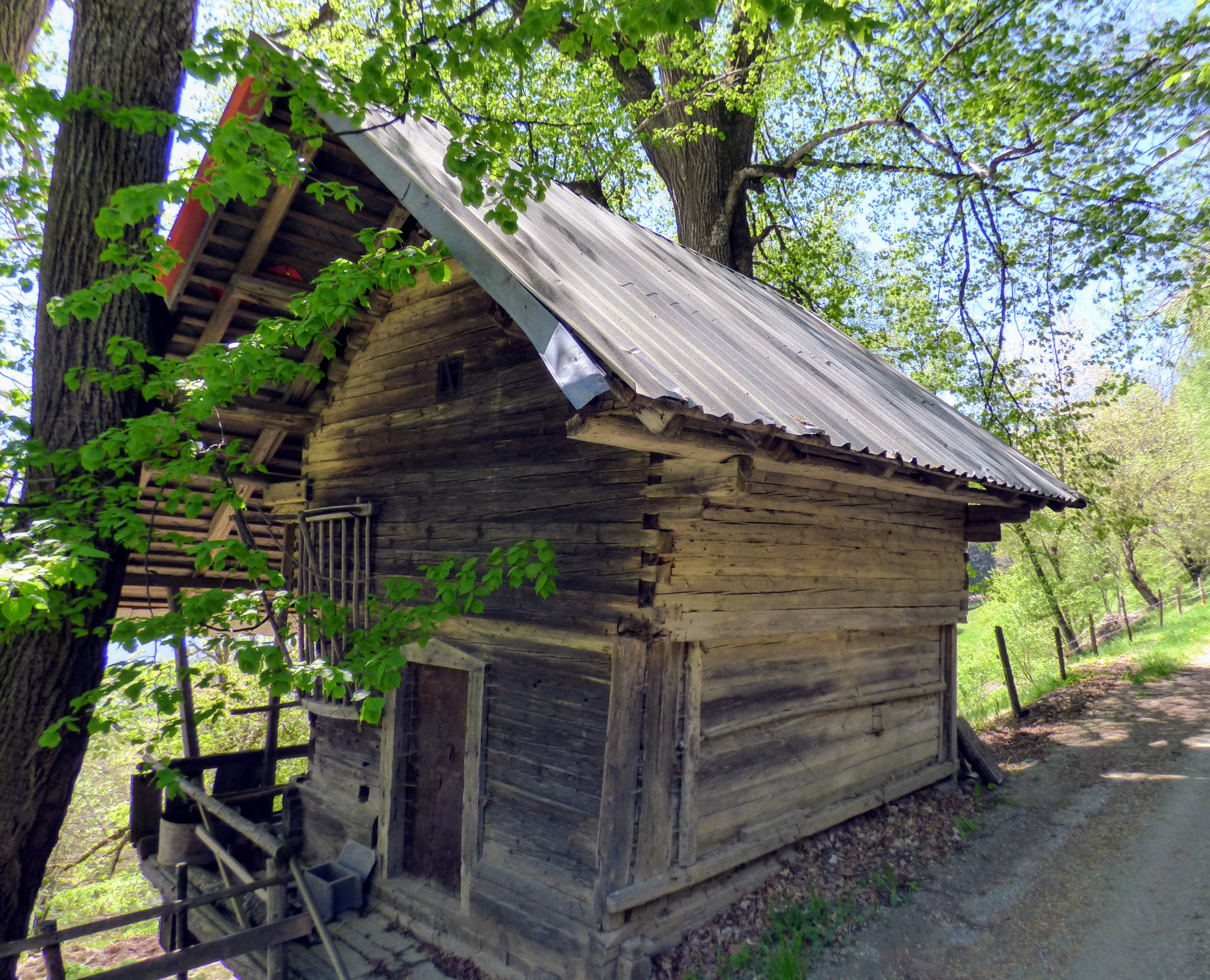
Getreidekasten bei Nr. 3